# جک جانسون (ورزشکار)
جک جانسون (انگلیسی: Jack Johnson؛ زادهٔ ۱۳ ژانویهٔ ۱۹۸۷) بازیکن هاکی روی یخ اهل ایالات متحده آمریکا است.